# Трёхходовая задача
Трёхходо́вая зада́ча, трёхходо́вка (англ. threemover) — шахматная задача, решаемая в 3 хода. 
- В ортодоксальной композиции задача с условием: белые начинают и объявляют мат чёрным в 3 хода. Ортодоксальная трёхходовая задача является исторически сложившимся жанром шахматной композиции; по умолчанию термин «трёхходовая задача» («Мат в 3 хода») означает именно «ортодоксальная трёхходовая задача».

- В неортодоксальной композиции —
задача на кооперативный мат: чёрные начинают[1] и помогают белым объявить мат чёрному королю в 3 хода;
задача на обратный мат: белые начинают и вынуждают чёрных объявить мат белому королю в 3 хода.

- В сказочных задачах возможной целью игры может быть достижение пата в 3 хода (прямой пат, кооперативный пат, обратный пат), также возможны новые правила игры или различные комбинации вышеперечисленных.

В трёхходовой задаче (а также в четырёхходовке) были сформулированы основные принципы магистральных направлений в шахматной задаче (см. Чешская школа, Логическая школа, Стратегическая школа).